# Intervención militar británica en la guerra civil de Sierra Leona
El Reino Unido comenzó una intervención militar en Sierra Leona el 7 de mayo del 2000 bajo el nombre clave Operación Palliser. A pesar de que un pequeño número de personal británico se había desplegado previamente, Palliser fue la primera intervención a gran escala por las fuerzas británicas en la guerra civil de Sierra Leona. A principios de mayo de 2000, el Frente Revolucionario Unido (RUF), una de las partes principales en la guerra civil había avanzado sobre la capital del país, Freetown, lo que llevó al gobierno británico para despachar un "equipo de operaciones, reconocimiento y enlace" (ORLT) para evacuar a los ciudadanos extranjeros. El 6 de mayo, el RUF bloqueó la carretera que conecta a Freetown con el principal aeropuerto del país, Lungi. Al día siguiente, los soldados británicos comenzaron a asegurar el aeropuerto y otras áreas esenciales para una evacuación. La mayoría de los que deseaban irse fueron evacuados dentro de los dos primeros días de la operación, pero muchos decidieron quedarse tras la llegada de las fuerzas británicas.
Después de la finalización efectiva de la evacuación, el mandato de las fuerzas británicas comenzó a expandirse. Ayudaron a la evacuación de las fuerzas de paz, incluyendo varios observadores del alto el fuego británico sitiados, y comenzaron a ayudar a la Misión de las Naciones Unidas en Sierra Leona (UNAMSIL) y el Ejército de Sierra Leona (SLA). A pesar de la expansión de la misión, no fue hasta el 17 de mayo que los soldados británicos entraron en contacto directo con el RUF. Los rebeldes atacaron una posición británica cerca del aeropuerto de Lungi, pero se vieron obligados a retirarse tras una serie de enfrentamientos. El mismo día, el líder del RUF, Foday Sankoh, fue capturado por las fuerzas de Sierra Leona, dejando el RUF en desorden. Después de decidir que el RUF no se desarme voluntario, los británicos comenzaron a entrenar al SLA para una confrontación. Durante la misión de entrenamiento, una patrulla de regreso de una visita a las fuerzas de paz de Jordania fue tomada prisionera por un grupo militar conocido como los muchachos del lado oeste. Las negociaciones lograron la liberación de cinco de los once soldados, y tres semanas después de la crisis, las fuerzas especiales británicas lanzaron una misión denominada Operación Barras, liberando a los seis restantes. El éxito de la Operación Barras restauró la confianza en la misión británica; un académico sugirió que su fracaso habría obligado al gobierno británico a retirar todas sus fuerzas de Sierra Leona.
La operación británica en general se completó en su mayoría por septiembre de 2000. El RUF comenzó a desarmarse después de la presión política, y las sanciones económicas posteriores ejercidas sobre Liberia-que había apoyado al RUF a cambio de diamantes de sangre que salen de contrabando de Sierra Leona. El gobierno de Sierra Leona, finalmente, firmó un alto el fuego con el RUF que obligaba a este último para entrar en él, Desmovilización, Desarme y el proceso de reintegración (DDR). En septiembre de 2001, cuando los equipos de entrenamiento británicos fueron reemplazados por una fuerza internacional, el proceso de DDR fue casi completo. Las fuerzas británicas seguían involucradas en Sierra Leona, proporcionando la mayor aportación de personal al equipo internacional de formación y el asesoramiento sobre una reestructuración de las fuerzas armadas de Sierra Leona. Una pequeña fuerza se desplegó en la zona en 2003 para asegurar la estabilidad mientras que el Tribunal Especial para Sierra Leona hizo varios procesamientos y detenciones. El éxito de las operaciones británicas en Sierra Leona reivindicó varios conceptos, incluyendo la retención de las fuerzas de alta preparación. El primer ministro, Tony Blair, estaba interesado en ver las intervenciones occidentales en otros conflictos, y junto con Francia, apoyó la creación de varios grupos de combate europeos para el propósito. Como sucedió, la oposición política y los compromisos posteriores británicos en Afganistán e Irak impidieron más operaciones británicas en África.

## Antecedentes

### Sierra Leona

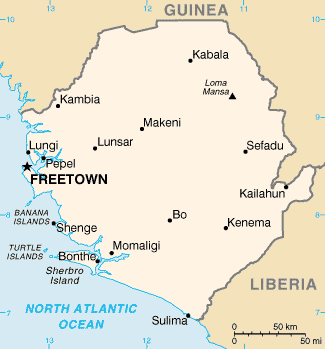
Mapa de Sierra Leona mostrando puntos de operaciones británicas.

Sierra Leona es un país de África occidental, cerca del ecuador, con una superficie de 71.740 kilómetros cuadrados (27.700 millas cuadradas) -similar en tamaño a Carolina del Sur o Escocia. Que comparte fronteras terrestres con Guinea y Liberia y limita al oeste con el océano Atlántico.  El país se convirtió en una colonia británica en 1808, aunque la influencia británica comenzó a finales del siglo XVIII, cuando los antiguos esclavos se asentaron en la zona que se convirtió en conocido como Freetown, ahora la capital. Freetown encuentra en una península, y está separado del principal aeropuerto del país, Lungi, por el estuario del río Sierra Leona, que está a varias millas de ancho. La colonia era concedió la independencia del Reino Unido en 1961 y Sir Milton Margai fue nombrado su primer ministro. Fue sustituido en 1962 por su hermano, Albert, que fue derrotado por Siaka Stevens en las elecciones generales de 1967. Stevens fue derrocado en cuestión de horas por el comandante del ejército, pero más tarde se restableció después de que el comandante fue derrocado. Sierra Leona se convirtió en una república en 1971, y Stevens se instaló como su primer presidente.
En 1978, Sierra Leona se convirtió formalmente en un estado de partido y el Todo Asamblea Popular ( APC ) se convirtió en el único partido político legal. Stevens se retiró en 1985 y nombrado Joseph Momoh como su sucesor . Momoh fue acusado de corrupción y abuso de poder, y el Frente Unido Revolucionario ( RUF ) se formó más tarde en la década con el objetivo de derrocarlo. Patrocinado por Liberia , el RUF comenzó a atacar los asentamientos a lo largo de la frontera en 1991 y rápidamente tomaron el control de las minas de diamantes , cuyos productos se introducen de contrabando a través de Liberia y se negocian en busca de armas. En los años siguientes una serie de golpes de Estado y las intervenciones de las empresas militares privadas, Nigeria, la Comunidad Económica de Estados de África Occidental , y las Naciones Unidas ( ONU ) , mientras que una sangrienta guerra civil asoló el país.
El 7 de julio de 1999, se firmó el Acuerdo de Paz de Lomé.  Entre otras disposiciones, el acuerdo mandato inmediato cese del fuego entre las partes principales de la guerra civil y el desarme del Ejército de Sierra Leona (SLA) y el RUF. También dio el estado RUF como una parte legítima política, un papel en el gobierno de Sierra Leona, y cuatro de los veintidós escaños en el gabinete. Foday Sankoh, líder del RUF, se le dio la responsabilidad de las minas a un diamante cita muy criticada por los observadores y los medios de comunicación internacionales dada la historia del contrabando de diamantes del RUF. Sin embargo, Peter Hain, Ministro de Estado para África, sugirió que el gobierno británico no tenía más remedio que refrendar el acuerdo de Lomé dado el predominio del RUF, y que la única alternativa fue continuada guerra civil. Una intervención militar por el Reino Unido en 1999 fue descartado ya que el gobierno británico había recibido ninguna solicitud de asistencia militar y sintió que le faltaba el respaldo de la comunidad internacional para una intervención unilateral. Una intervención también se consideró que era poco práctica política y militarmente dada la participación de los militares británicos con las operaciones de la OTAN en Yugoslavia.

### Tony Blair y las Fuerzas Armadas Británicas
La intervención en Sierra Leona fue la cuarta operación expedicionaria y el segundo importante despliegue llevado a cabo por las Fuerzas Armadas británicas bajo, Tony Blair, que fue elegido como primer ministro en 1997. Los dos primeros eran operaciones relativamente menores : una serie de ataques aéreos contra Irak en 1998, con nombre en código operación Zorro del Desierto,  y el despliegue de una empresa de Gurkhas y fuerzas especiales sobre las operaciones de mantenimiento de la paz en Timor Oriental en 1999. La tercera operación, el primer despliegue importante en virtud de Blair, fue en Kosovo en 1999, donde las fuerzas británicas llevaron a una intervención de la OTAN en la guerra de Kosovo.
Durante las operaciones británicas en Kosovo , Blair pronunció un discurso en Chicago , en el que expone su " Doctrina de la comunidad internacional". Blair defendió un mayor uso de la intervención humanitaria , el uso de la fuerza armada para proteger una población civil , en lugar de exclusivamente para proteger los intereses nacionales.  Kosovo no disminuyó la creencia de Blair en el uso de la fuerza militar con fines humanitarios ", donde podría hacerse fuertes razones morales " , y esbozó una serie de criterios para la intervención. La intervención en Sierra Leona según Andrew M. Dorman del Colegio King de Londres, " parece encarnar gran parte de la filosofía contenida en el discurso de Chicago" .

## Previos despliegues británicos
La intervención en mayo del 2000, el primer despliegue importante de las fuerzas británicas a Sierra Leona durante la guerra civil, pero no era la primera vez que personal británico habían servido allí. En mayo de 1997, un equipo de entrenamiento por parejas del ejército británico fue enviado a entrenar a los oficiales de SLA, pero descubrió que la fuerza del SLA era mucho menor de lo que se había informado. El gobierno fue derrocado en un golpe antes de cualquier entrenamiento podría tener lugar. Después de la restauración del gobierno elegido por la Comunidad Económica de los Estados de África Occidental Grupo de Verificación (ECOMOG) en febrero de 1998, el HMS Cornwall navegaba a Freetown con los alimentos y médica materiales de construcción. Su tripulación ayudó con reparaciones de la infraestructura y su helicóptero fue utilizado para trasladar personas y materiales en torno a Sierra Leona hasta que se fue a mediados de abril. A medida que la situación de seguridad en Sierra Leona se deterioró a finales de año, el Real Fuerza aérea (RAF) llevó a cabo una operación de evacuación de no combatientes bajo el nombre clave operación Spartic durante las Navidades de 1998. Aproximadamente 80 personas predominantemente ciudadanos británicos, muchos de ellos empleados o dependientes de la British High-Comisión fueron evacuadas más de dos días.
En enero de 1999, el RUF atacaron Freetown . Ellos fueron empujados de vuelta a los bordes orientales de la ciudad por el ECOMOG , después de lo cual el HMS Norfolk fue enviado a ofrecer ayuda . A su llegada , un equipo del Departamento de Desarrollo Internacional (DFID ) se basó en el barco para ayudar a los esfuerzos de la tripulación.  Peter Penfold , el Alto Comisionado británico quien había sido evacuado a Guinea - temporalmente vivía en el barco antes se considera seguro para él volver a su residencia en Freetown. Voló en tierra en el helicóptero del Norfolk para las reuniones diarias , con un destacamento de infantes de marina reales para garantizar la seguridad.  HMS Norfolk fue reemplazado por el HMS Westminster , poco después de lo cual Penfold regresó a su residencia y de la Marina Real se hizo cargo de la seguridad del compuesto temporalmente.
La lucha fue finalmente terminado en el Acuerdo de Paz de Lomé , firmado en julio de 1999. La Misión de Observadores de las Naciones Unidas para Sierra Leona fue reemplazada por la Misión de las Naciones Unidas en Sierra Leona ( UNAMSIL ), que incluía una fuerza de 260 observadores militares . Los observadores no estaban armados y encargado de la vigilancia de la cesación del fuego dispuesto por el Acuerdo de Lomé . La fuerza de observación , como sí la UNAMSIL , se compone sobre todo de personal de otras naciones africanas , pero el Reino Unido contribuyó con un pequeño número de oficiales de los marines del ejército británico.  Además de los observadores en Sierra Leona , el personal de la Royal Logistic Corps estaban sirviendo en Nueva York , asistiendo a la UNAMSIL con la organización de los acondicionadores de ascensores para llevar la misión hasta sus efectivos autorizados.

## Urbanización de la intervención

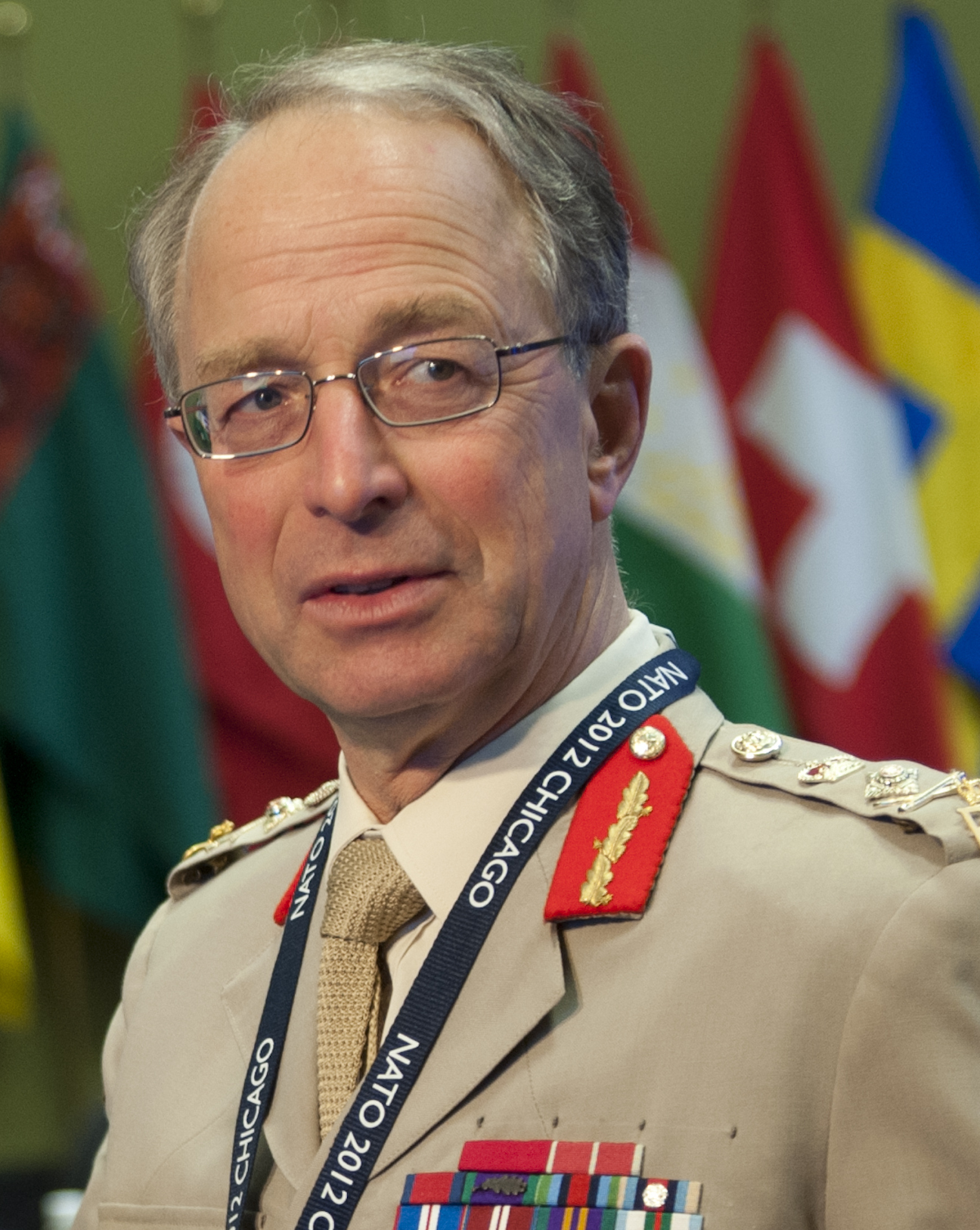
General Sir David Richards comandante de las operaciones en Sierra Leona.

De conformidad con el Acuerdo de Lomé, la UNAMSIL estableció campos de desarme en toda Sierra Leona que se pretende desarmar el ejército de Sierra Leona, el FRU y los grupos de milicias que operan en el país. El SLA algunos grupos de milicias y comenzaron a entrar en los campos, pero el RUF no lo hicieron. En abril de 2000, 10 miembros del RUF entraron en un campo de la UNAMSIL sin el conocimiento de la dirección del RUF. Al localizar a sus combatientes, el RUF exigió su regreso. Los observadores militares se negaron, y el RUF respondieron sitiando el campamento y atacar a otras bases de la UNAMSIL en la zona. Se llevaron un gran número de prisioneros personal de las Naciones Unidas y, a continuación, comenzaron a avanzar en áreas previamente controladas por el gobierno de Sierra Leona. El 3 de mayo, el RUF tomó el control de la ciudad de Kambia. Los diplomáticos extranjeros en el país estiman que el RUF podría estar en Freetown dentro de una semana, ya que el SLA había sido confinado a los cuarteles y se había entregado la mayor parte de sus armas de conformidad con el Acuerdo de Lomé.  Las Naciones Unidas emitió una declaración de condena la violencia, después de lo cual el Secretario general Kofi Annan dijo el representante británico ante la ONU que se espera que el Reino Unido, como la antigua potencia colonial, para intervenir directamente en Sierra Leona, en lugar de depender de la comunidad internacional.
El 5 de mayo, el gobierno británico siguió declarando que proporcionaría sólo un apoyo logístico y técnico a la UNAMSIL, pero estaba explorando sus opciones de forma privada para un despliegue militar. El Reino Unido tenía un mayor nivel de participación política de Sierra Leona que en cualquier otro país de África y, con la estabilidad del país deterioro, era reacio a ver que la inversión desperdiciada. Además, se estima que 1.000 personal titulado estaban en Sierra Leona, y el gobierno temía por su seguridad. Los académicos han puesto sugerido que la credibilidad de las futuras operaciones de mantenimiento de la paz de las Naciones Unidas UNAMSIL y hubiera estado en juego tenía la misión en Sierra Leona ha permitido a fallar. Las fuerzas armadas británicas no fueron tan ampliamente implementado en el año 2000, ya que iban a ser más adelante en la década. El ejército británico tenía dos brigadas de servir con la OTAN en los Balcanes, y el Ministerio de Defensa (MoD) tenía compromisos en curso a Chipre, las Islas Malvinas, y en otros lugares, , pero las fuerzas -en particular armados unidades amenazadas por la propuesta los recortes a la defensa del presupuesto-estaban dispuestos a participar en una operación. por tanto, los oficiales superiores comunicó al Gobierno que una operación en Sierra Leona era factible. Durante los siguientes días, hubo un debate dentro del gobierno británico en cuanto a lo serían los objetivos de un despliegue militar a Sierra Leona. El Ministerio de Asuntos Exteriores y de la Commonwealth (FCO) abogó por una intervención a gran escala para ayudar a la UNAMSIL, con el argumento de que una operación de evacuación de no combatientes no sería suficiente y debilitaría la ONU, pero el Ministerio de Defensa cree que las fuerzas armadas serían incapaces de sostener una operación a mayor escala.

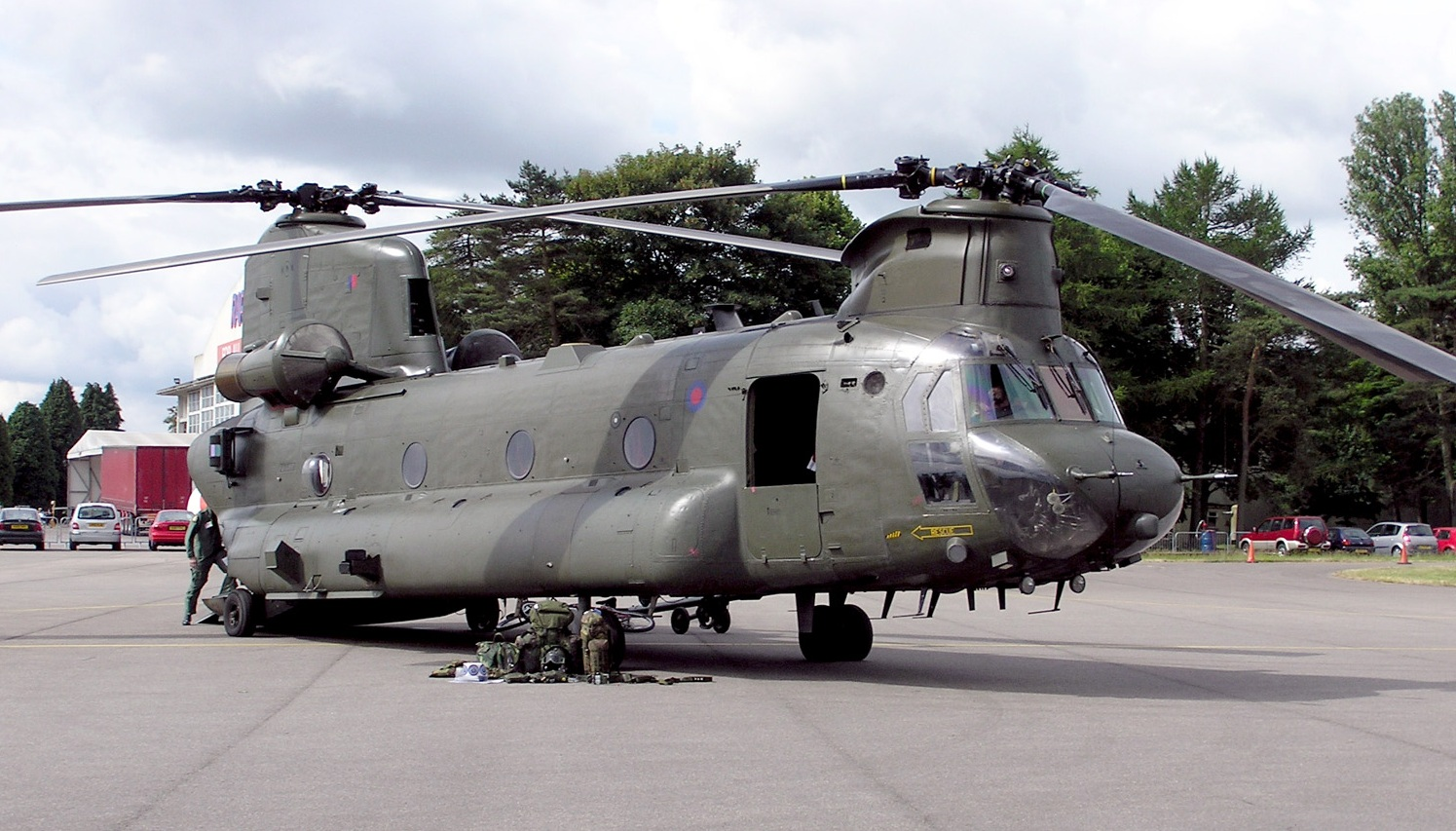
Un RAF CH-47 Chinook; fueron indispensables para evacuación y soporte.

comité de emergencia del gobierno británico, COBRA, se convocó y se presentó con tres opciones para una evacuación del titulado personas al despliegue de aviones y fuerzas especiales para llevar a cabo una evacuación a través del aeropuerto de Lungi, el despliegue de fuerzas terrestres regulares para una operación similar, oa un transporte alternativo el grupo listo anfibio (ARG). COBRA llegó a la conclusión de que carecía de información suficiente para recomendar una de las tres opciones y dio instrucciones al Ministerio de Defensa para continuar desarrollando ellos, pero también se recomendaban que un "reconocimiento y enlace equipo operacional" (ORLT) se enviará a Sierra Leona para evaluar la situación y asesorar sobre cómo los militares podrían ser útiles. El primer ministro, Tony Blair, aprobó el ORLT, que fue dirigido por el brigadier David Richards, jefe de operaciones de la Fuerza Conjunta. Richards había estado antes en Sierra Leona dos veces durante la guerra primer civil sobre el HMS Norfolk a principios de 1999 y de nuevo a principios de 2000, y estaba familiarizado con la dirección política del país.  Él y su equipo salió de la RAF Northolt ocho horas más tarde acompañado de una fuerza de escolta, y llegó a Freetown, en las primeras horas del 6 de mayo. El ORLT se estableció en el Alto Comisionado británico en Freetown, donde se llevaron a cabo reuniones de coordinación diaria político-militares durante toda la operación.
La disposición de otros activos se acentuó el 5 de mayo. Dos buques de la Royal Navy portaaviones HMS Illustrious y la fragata HMS Argyll-les ordenó navegar a la zona, al igual que el ARG (que había estado en el ejercicio en el sur de Francia). Las fuerzas de espera escuadra especial y 1.er Batallón, Regimiento de Paracaidistas (1 PARA), fueron dado la orden de prepararse para una posible operación en Sierra Leona; y varios aviones de transporte de la RAF fueron sacados de otros deberes y se les ordenó que estar preparado para el transporte aéreo de las fuerzas especiales y / o para con respecto a 1 el aeropuerto de Lungi. Al mismo tiempo, cuatro RAF Chinook CH-47 recibieron la orden de desplegar en Sierra Leona de dos de los Balcanes y dos de su base en el Reino Unido. La RAF carecía de aviones lo suficientemente grande como para transportar helicópteros Chinook y así las tripulaciones de los helicópteros volaron a sí mismos a Freetown. El Vuelo 3000 realizado por los dos aviones con base en el Reino Unido fue el más largo de auto-despliegue de helicópteros de la historia británica.

## Operación Palliser
El 6 de mayo , el RUF bloqueado la carretera que conecta a Freetown Lungi aeropuerto , lo que provocó el personal de la UNAMSIL para evacuar a la Mamy Yoko hotel en preparación para una retirada total de Sierra Leona , si el avance FRU continuó hacia Freetown . En respuesta al deterioro Richards solicitó que se envíen tropas británicas a Dakar , Senegal , para disminuir el tiempo necesario para poner en marcha una operación en Sierra Leona . Richards también habló con el comando 1 PARA actualizarlos sobre la situación . Después de la conversación, 1 PARA ( con D Compañía del 2 Para la sustitución de una compañía, que estaban en ejercicio en Jamaica , y con varios bienes embargados incluyendo artillería ) se trasladó a los movimientos del aire en centro de South Cerney , Gloucestershire . Al día siguiente Richards fue designado comandante de Tarea Conjunta de la Fuerza y su ORLT se convirtió en el cuartel general de avanzada para un despliegue británico. Al mismo tiempo , la autoridad para poner en marcha una operación de evacuación fue delegada a Richards y el Alto Comisionado británico , Alan Jones .
Con el rápido avance de RUF en Freetown y el control de la mayor parte del interior de Sierra Leona, el único medio de evacuar rápidamente las personas con derecho o reforzar la UNAMSIL fue por vía aérea a través del aeropuerto de Lungi. Por lo tanto, el aumento de 1 PARA fue trasladado a Dakar el 7 de mayo, en la que C Sociedad y el escuadrón de fuerzas especiales se pusieron casi de inmediato a bordo de la RAF Hércules C-130 con la orden de asegurar el aeropuerto. Llegaron a Lungi antes del atardecer y se unieron a los elementos restantes del 1 PARA la mañana siguiente. Los soldados fueron capaces de desplegar rápidamente y con un mínimo de equipo, sabiendo que no tendrían que esperar mucho tiempo para refuerzos y suministros del ARG caso de ser necesario. Los soldados se pusieron inmediatamente a asegurar las áreas que serían vitales para una evacuación, incluyendo el hotel Mamy Yoko, que se convirtió en el centro de evacuación, y el aeropuerto de Lungi. Jones solicitados en la tarde del 8 puede que comience la evacuación Richards-denominada Operación Palliser -que Richards hizo casi inmediatamente. derecho habientes que deseaban dejar recibieron instrucciones para montar en el hotel Mamy Yoko. A partir de ahí, estarían en helicóptero al aeropuerto por Chinook y luego trasladados a Dakar.
En el transcurso de una semana , las fuerzas británicas evacuaron aproximadamente 500 personas que tengan derecho a Sierra Leona , casi 300 de los cuales la izquierda en los dos primeros días de la operación.  La llegada de los soldados británicos impulsó la moral en el país , y muchos ciudadanos extranjeros optaron por quedarse.  La operación se llevó a un ritmo más lento después de los dos primeros días , pero el personal y los aviones permanecieron listo para evacuar cualquier derechohabientes que no habían podido llegar a Freetown anterior y para evacuar el Alto Comisionado británico si la situación de seguridad se deterioró.

## Misión expansión.
En Westminster, los tres departamentos gubernamentales relacionadas con el papel británico en Sierra Leona , el Ministerio de Defensa , el FCO , y el Departamento de Desarrollo Internacional - intentaban ponerse de acuerdo sobre los objetivos del despliegue militar más allá de la evacuación , lo que dio lugar a retrasos en la emisión de órdenes . Richards no recibió instrucciones precisas hasta después de la Operación Palliser había comenzado , y las reglas de enfrentamiento ( ROE ) no fueron emitidos antes del inicio de la operación . Los comandantes predeterminada los ROE se utilizan en Irlanda del Norte , su más reciente experiencia pertinente.
Con la evacuación completa en gran medida, el gobierno británico se volvió su atención a los cuatro observadores militares de las Naciones Unidas (British observadores militares) que se celebra por el RUF. Las fuerzas británicas en Freetown ayudaron a facilitar la fuga de cuatro observadores militares (tres británicos y uno de Nueva Zelanda) de un campo de la UNAMSIL en Makeni, que había sido sitiada por el RUF ya diez combatientes de RUF habían sido aceptados en el proceso de desarme. Después de consultar con el comando británico en Freetown, los cuatro agentes abandonaron el campamento y encubierta pasaron la línea de RUF y marchar al oeste. Llegaron a la base de la ONU en la milla 91 casi 24 horas más tarde, y un Chinook de la RAF los recogieron y los llevaron a Freetown. Ya no tiene los observadores desarmados para proteger, el desprendimiento de Kenia UNAMSIL en Makeni se abrieron paso fuera del sitio y procedió al oeste para unirse a otras fuerzas de la UNAMSIL.  Con los tres agentes británicos de Makeni liberados, sólo una británica observadores militares-Major Andy Harrison-permaneció prisionero del RUF, y el gobierno británico comenzó discretamente tratando de establecer su ubicación. Harrison y otros diez observadores militares inicialmente habían sido mantenidos por el RUF en la base de este último hasta que Harrison convencido de que el RUF para permitir los observadores a unirse al contingente de la UNAMSIL india en Kailahun.
Además de los observadores militares que faltan, el gobierno británico se enfrentó a problemas políticos y diplomáticos. El despliegue de tropas británicas a Sierra Leona había levantado la moral y detuvo el avance RUF en Freetown, y existía la preocupación de que la violencia se reanudaría una vez que la izquierda británica. Otra consecuencia de la operación británica fue que efectivamente marginado UNAMSIL. Las Naciones Unidas y varias de las naciones que contribuyen a la UNAMSIL aplican presión sobre el gobierno británico para integrar sus fuerzas en la UNAMSIL, pero el Ministerio de Defensa carecían de fe en la competencia de la sede de la UNAMSIL y no estaba dispuesto a poner sus tropas bajo el mando de la UNAMSIL. El Ministerio de Defensa también se mostró reacio a desplegar la fuerza-brigada tamaño necesario para tomar el mando de la UNAMSIL, teniendo en cuenta los compromisos de las fuerzas armadas en otros lugares, y por lo tanto la fuerza británica en Sierra Leona se mantuvo fuera de la UNAMSIL. El gobierno británico también se mostró reacio a comprometerse las tropas británicas a una operación de mantenimiento de la paz -ended abierta, especialmente teniendo en cuenta la oposición en la Cámara de los Comunes-especialmente desde el Partido conservador a la implementación inicial de Sierra Leona, y las acusaciones de los medios de comunicación británicos de "ampliación de la misión". Por el contrario, la operación fue bien recibido en la escena internacional, y se reunió con la aprobación del Consejo de Seguridad de la ONU.
El 12 de mayo, la baronesa Symons, un viceministro en el Ministerio de Defensa, dijo a la Cámara de los Lores que las fuerzas británicas permanecerían en Sierra Leona, sobre todo para garantizar la seguridad del aeropuerto de Lungi, mientras que la UNAMSIL trajo refuerzos. Los soldados también se mantuvieron en el punto de evacuación en Freetown para garantizar su seguridad, mientras que otros patrullaban las calles de Freetown, en un intento de tranquilizar a los residentes. HMS Illustrious, con su grupo de aire, y el ARG tanto llegaron el 14 de mayo, con lo que el número de efectivos británicos en el área operativa de aproximadamente 4.500. Harriers del Ilustre comenzaron a volar patrullas de reaseguro más de Freetown y el ARG complementado la potencia de fuego británica, sobre todo en Lungi, con la disposición de artillería en el campo, las fuerzas británicas dividir sus esfuerzos entre las tres líneas de operación:. apoyo a la UNAMSIL, el apoyo al SLA, y la preparación para prestar asistencia humanitaria, en caso de que sea necesario,  a pesar de la ampliación del mandato sólo se convirtió en la política oficial del gobierno varios días después.  Durante la semana siguiente, el RUF comenzó a removilizarse en el norte del país. La ONU y el gobierno de Sierra Leona temían que las tropas de la UNAMSIL entre el RUF y Freetown podrían no ser capaces de hacer frente a un asalto por el RUF, por lo que la RAF Chinook-en el país para llevar a cabo la evacuación, se utilizaron para transportar refuerzos lungi como llegaron. Mientras tanto, el presidente Ahmad Kabbah formó una alianza de grupos de milicias (incluyendo la Fuerza de Defensa Civil de estilo propio y los muchachos del lado oeste) y los restos de la SLA, por un total de alrededor de 6.000 personas, para ayudar a las fuerzas de la UNAMSIL en el bloqueo del avance RUF. Los británicos también provisto de reconocimiento de la UNAMSIL mediante señales basadas en tierra y personal de inteligencia y fuerzas especiales, así como vuelos con un Harrier y un R1 Nimrod.

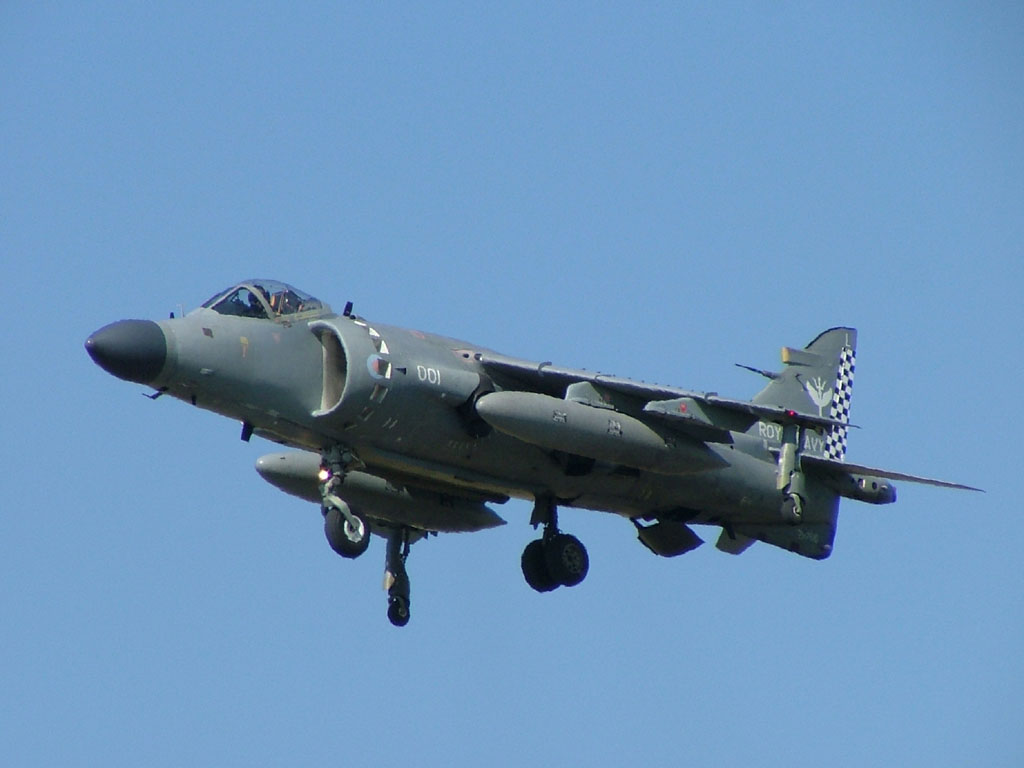
Un Harrier Jump Jet; usados para reconocimiento.

El RUF continuó avanzando, dando lugar a enfrentamientos esporádicos con las fuerzas de la UNAMSIL y de gobierno, hasta el 17 de mayo entraron en contacto directo con las fuerzas británicas. El pelotón del pionero había estacionado en sí de Lungi Lol, un pueblo a 12 Millas (19,312128 km) al norte de Freetown cerca del aeropuerto de Lungi, y poco después se encontraron con un grupo de miembros del FRU. La serie resultante de combates duró varias horas, después de lo cual el RUF retiró, después de haber sufrido 30 bajas.  Según Richards, el éxito británico en la confrontación proporcionó una "inmensa" victoria psicológica y un elemento de disuasión contra futuros ataques. Foday Sankoh, líder del RUF, fue capturado más tarde, el mismo día por las fuerzas leales al presidente Kabbah y entregado a la policía de Sierra Leona, pero tuvo que ser evacuado por un Chinook de la RAF después de una multitud hostil reunidos fuera del edificio en que se le tenía. La captura de Sankoh creado un vacío de poder en la parte superior del RUF y la posterior lucha interna proporcionado una oportunidad para que el Ministerio de Defensa para ordenar una rotación de las fuerzas desplegadas en Sierra Leona. El grupo de combate 1 PARA recibió la orden de vuelta al Reino Unido a reanudar su función punta de lanza como el permanente stand-by batallón que formaría la base de cualquier despliegue de emergencia, mientras que el 42 Comando, Royal Marines, llegó a la costa para reemplazar a los soldados.
En Whitehall, el gobierno británico puso a cabo sus objetivos a largo plazo para la intervención militar en Sierra Leona el 23 de mayo . Estos fueron: para establecer la paz y la seguridad sostenibles en Sierra Leona , para apoyar las operaciones de la UNAMSIL , para evitar otro desastre humanitario en Freetown , para ver la liberación de personal en cautividad de la ONU , y, finalmente, para evitar bajas británicas y diseñar una estrategia de salida que hay que evitar " misión arrastrarse " sin socavar la UNAMSIL o el gobierno de Sierra Leona .

## Operación Khukri
El gobierno británico tuvo especial cuidado para asegurar la liberación de la Major Andy Harrison , el último observadores militares británicos detenidos por el RUF . contingente de observadores militares de Harrison estaba protegido por un destacamento del Ejército indio. Los Gurkhas adheridas al Ejército indio UNAMSIL - estaban en estado de sitio por el RUF en su base de Kailahun . Los comandos británicos e indios en Sierra Leona habían ideado un plan para extraer el observadores militares . fuerzas especiales británicas permanecieron en el país , listo para llevarlo a cabo , pero la ONU y el mando británico temían que el RUF tomaría represalias contra otras fuerzas de la UNAMSIL que habían sitiado si se extrajeron los observadores militares . Por lo tanto , el General de Vijay Kumar Jetley , comandante de la UNAMSIL , se le permitió continuar las negociaciones para la liberación de los otros contingentes de la UNAMSIL sitiados .
Cuando la última guarnición sitiada (aparte de Kailahun ) fue evacuado el 30 de mayo , los preparativos para una extracción - militar debe negociaciones de Jetley Fail- comenzaron a aumentar . La operación ( denominada Operación Khukri ) fue finalmente lanzado el 10 de julio . Dos helicópteros Chinook de la RAF transportados fuerzas especiales indias a las afueras de Kailahun . Los helicópteros regresaron a Freetown con Harrison , sus compañeros de los observadores militares , y varios Gurkhas que había sido herido durante el sitio . Harrison se extrajo con seguridad y el 600 gurkhas luchó con éxito su salida de Kailahun , sufriendo una muerte en el proceso .

## Entrenando la SLA
El entrenamiento de la SLA El gobierno británico había decidido que el RUF no se podía confiar, y tendría que ser confrontado y obligado a entrar, Desmovilización y (DDR) de la ONU Desarme reintegración.  Se evaluaron que había tres opciones disponibles para lograr este -para desplegar fuerzas británicas contra el RUF, por la UNAMSIL para expandir sus operaciones y confrontar el RUF, o para el gobierno de Sierra Leona para utilizar las fuerzas leales (SLA, exmiembros del SLA, el Consejo Revolucionario de las fuerzas Armadas, y varios otros grupos de la milicia) para asumir el RUF. Richards estima que una implementación británica contra el RUF requeriría al menos una fuerza de la brigada de tamaño (más de 5.000 soldados). Sin embargo, la participación de las fuerzas británicas en Sierra Leona era políticamente impopular en Westminster y el Ministerio de Defensa no pudo reunir una fuerza tal, manteniendo sus compromisos en otros lugares, por lo que el uso de las fuerzas británicas para enfrentar directamente el RUF se descartó. También fue descartado un enfrentamiento liderada por la UNAMSIL. Aunque el mandato de la UNAMSIL habría permitido que entre en combate con el RUF, los contingentes nacionales eran reacios a abandonar sus bases y su foco se mantuvo en mantenimiento de la paz en lugar de la imposición de la paz que los británicos y otros creían que era necesario.
Esto dejó el SLA y la alianza de grupos de milicias -que llegó a ser conocido como el "Unholy Alliance", y fue dirigido por un "Comité Militar Conjunto"  -las únicas fuerzas capaces de enfrentar el RUF. El SLA había sido desarmado a través del proceso de DDR de la ONU; reestructurarlo y deje que se rearme, la ONU levantó el embargo de armas a Sierra Leona, y las fuerzas británicas comenzó a asesorar y entrenar al SLA.  Un equipo internacional había sido planeado para desplegar en Sierra Leona para ayudar al SLA con el desarrollo a largo plazo y la responsabilidad democrática, y una británica corto plazo Team Training (STTT) desplegado de forma simultánea para mejorar las habilidades de infantería del SLA. La misión STTT fue el nombre en código basílica Operación y basada en el Benguema Centro de Formación, un cuartel abandonado cerca de Waterloo que habían sido restaurados para el propósito. La primera unidad para asumir el papel se basa en 2 º Batallón, The Royal Anglian Regiment, y comprendía unos 250 personal, incluyendo 45 instructores y una compañía de protección de la fuerza. Los Anglians llegó a Benguema el 15 de junio para capacitar a 1.000 reclutas SLA y el ARG retiró. La formación en Benguema incluye instrucción sobre la Convención de Ginebra, la cohesión unidad, y otras habilidades y conocimientos necesarios para crear el SLA en un ejército profesional.
A pesar de la formación británica , el SLA no era lo suficientemente grande o lo suficientemente fuerte como para entrar en combate con el RUF mientras que también sostiene el terreno que había recuperado , por lo que el británico convenció a la UNAMSIL para avanzar detrás del SLA avanzar a defender su tierra recuperada . oficiales de enlace británicos adicionales se unieron a la UNAMSIL , y los británicos facilitaron una reunión de coordinación diaria de SLA y los comandantes de la UNAMSIL , y al mismo tiempo ayudar a las fuerzas de la ONU en la elaboración de un plan de campaña .

## Operación Barras
Los Anglians fueron reemplazados por un destacamento de 1.er Batallón , El Regimiento Real Irlandés , formado en torno a la Compañía C . El 25 de agosto , una patrulla de la Royal Irish fue a visitar a un grupo de milicianos conocidos como los muchachos del lado oeste (WSB) . En el pueblo de Magbeni , donde se basa la OSM , la Royal Irish fueron vencidos y llevado cautivo. Los oficiales británicos llevaron a cabo negociaciones con la OSM , lo que lleva a la liberación de cinco de los once soldados el 31 de agosto .
El 9 de septiembre , el portavoz de la OSM indicó que los seis restantes miembros de la patrulla , que ahora se habían mantenido durante más de quince días , solamente serían liberados después de un nuevo gobierno se formó en Sierra Leona , lo que lleva a los negociadores a la conclusión de que las demandas cada vez más irreales fueron tácticas dilatorias en lugar de un intento serio para concluir la crisis . Aproximadamente al mismo tiempo , los equipos que habían estado observando base de los West Side Boys ' durante cuatro días informaron de que habían visto ninguna señal de los soldados cautivos en ese momento . También hubo temores de que un asalto se haría más peligroso si los muchachos del lado oeste se trasladaron a los rehenes . La combinación de estos factores llevó COBRA para ordenar una misión de extracción.
La misión, denominada Operación Barras, se llevó a cabo mediante Escuadrón D de 22 Especial regimiento del servicio aéreo, que asaltó el pueblo de Gberi Bana para extraer los soldados, mientras que un grupo de empresas formado alrededor de una compañía, 1 PARA, asaltado Magbeni, en el lado opuesto de Rokel Creek. La operación fue un éxito y se extrajeron todos los cautivos británicos, junto con su enlace de SLA y 22 civiles de Sierra Leona, mientras que la WSB fueron vencidos como una fuerza militar. Un soldado británico y al menos 25 muchachos del lado oeste murieron en la operación.  Muchos otros muchachos del lado oeste huyeron y posteriormente se entregaron a las fuerzas de paz jordanas. Los jordanos habían recibido 30 por el final del día, y 371, incluyendo 57 niños, se habían rendido dentro de una quincena. Algunos de los que se entregaron pasó a ser voluntarios para el nuevo ejército de Sierra Leona, y los que fueron aceptadas entró en el programa de formación en Gran Bretaña funcionar a Benguema. Después de la operación Barras, dos batallones de SLA-graduados del programa británico capacitación a corto plazo -swept la zona que rodea el campamento de los muchachos del lado oeste "para desactivarla de cualquier miembro".
Los riesgos de la Operación Barras fueron reconocidos por el Ministerio de Defensa y por los agentes que intervienen en la planificación y el asalto . Fue descrita por un soldado SAS como " no un pasamontañas negro , operación de tipo clínico , Princes Gate . Fue una operación muy sucio , verde con un gran potencial para que las cosas salgan mal " [ 1 ] . A pesar de los riesgos , Richard Connaughton observó en las guerras pequeñas e insurgencias que la operación mostró el gobierno de Blair no era contrario a la posibilidad de bajas cuando sentían la causa era justa .  Durante la crisis y sus consecuencias inmediatas , el gobierno británico se vio presionada por la oposición políticos para poner fin al despliegue en Sierra Leona, y Dorman sugirieron que el éxito o el fracaso de la operación Barras fue "indisolublemente vinculados " al destino de la operación británica más amplia . Sugirió que , las fuerzas británicas habían sido derrotados , el Reino Unido se habría visto obligado a retirar todas sus fuerzas de Sierra Leona.

## Confrontando al RUF
Frente a la RUF La captura de la patrulla Royal Irish reforzado al gobierno británico que sus esfuerzos hasta el momento , y los de la comunidad internacional, no sería suficiente para llevar la guerra civil a su fin . En Westminster , por su parte , políticos de la oposición renovaron su objeción a la presencia continua de las fuerzas británicas en Sierra Leona . El Gobierno está buscando una estrategia de salida que pondría fin a una implementación políticamente impopular sin abandonar Sierra Leona.
En agosto de 2000 , el Consejo de Seguridad de las Naciones Unidas aprobó la resolución 1313, la cual atribuyó el RUF para la continuación del conflicto en Sierra Leona , citando múltiples incumplimientos del Acuerdo de Paz de Lomé . La resolución se autorizó un aumento en el tamaño de la UNAMSIL y fortaleció su mandato, lo que llevó a la ONU a aplicar una vez más presión para el gobierno británico para una contribución de tropas. Varios países eran reacios a enviar sus propias tropas a Sierra Leona sin las contribuciones de los países occidentales , y consideraron que el Reino Unido , en particular, debe estar contribuyendo a la misión de la ONU .
A pesar de la presión política, el Ministerio de Defensa continuó sin tener confianza en el liderazgo de la UNAMSIL. Por lo tanto, el gobierno británico se negó a colocar las tropas de combate bajo el mando de la ONU, pero hizo primer oficial de personal adicional para la UNAMSIL, a la sede de la ONU en Nueva York, y al SLA. Los agentes adscritos a la UNAMSIL se encargaron de asistir a sus comandantes en la planificación y las operaciones de montaje y fueron conducidos por una brigada que se convirtió en jefe de personal de la UNAMSIL, mientras que en Nueva York, los agentes adscritos a la sede de la ONU presentó la planificación de apoyo para las operaciones de logística para traer la UNAMSIL hasta a su fuerza obligatoria. Al mismo tiempo, el enfoque del programa de formación británica cambió. Aunque seis batallones habían sido entrenados, el SLA aún carece de muchas de las funciones de apoyo de combate, así como las capacidades de mando y control. Los STTTs establecidas para mejorar las capacidades de la SLA en estas áreas, proporcionando el siguiente grupo de reclutas con una formación más especializada, además de entrenamiento de infantería básica proporcionada a la primera admisión.  Los entrenadores británicos construyeron también una sala de operaciones en la sede del SLA y otro tipo de apoyo proporcionado para mejorar las comunicaciones del SLA y capacidades logísticas.
La resolución 1313 fue un cambio significativo en la actitud de la UNAMSIL , lejos de su neutralidad anterior al apoyo del gobierno de Sierra Leona , un cambio que hizo que los gobiernos de varios países que aportan incómodo. En particular , los gobiernos de Jordania y la India y dos de los mayores contribuyentes , con cerca de 5.000 soldados entre ellos sirviendo con la UNAMSIL - fueron trasladados a retirar sus fuerzas . La retirada coincidió con el final de la temporada de lluvias , después de lo cual se temía que el RUF sería reanudar su avance hacia Freetown , y la ONU y el gobierno británico temía que la UNAMSIL sería vulnerable . Como elemento de disuasión , el ARG se desplegó una vez más frente a la costa , y se instruyó a cabo manifestaciones de desembarco anfibio como una demostración de fuerza .

## Alto al fuego

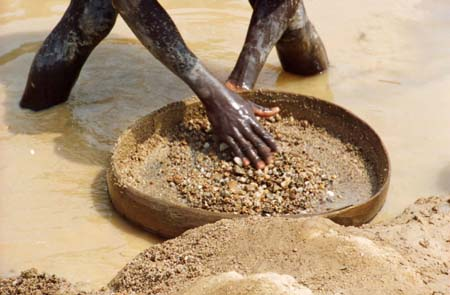
Expltación por los Diamantes de Sangre.

El RUF se encuentra bajo una creciente presión de los ángulos políticos, así como de la SLA entrenado británico. Fue dependen en gran medida del sudeste vecino de Sierra Leona Liberia, dirigido por Charles Taylor, y deriva la mayor parte de sus ingresos de la venta de diamantes de contrabando a través de Liberia, que se conocía como diamantes de sangre.  A finales de 2000 , el de los británicos, la UNAMSIL, y la Comunidad Económica de los Estados del África Occidental (CEDEAO) Sierra Leona con el apoyo del gobierno--entered en conversaciones con el RUF. El 10 de noviembre, las dos partes firmaron un alto el fuego de 30 días que proporcionan para la UNAMSIL para desplegar en todo el país (que había sido impedido en varias ocasiones desde que opera en muchas zonas controladas por el FRU), para el RUF para devolver armas y equipos incautados a la UNAMSIL y para el RUF para entrar en el proceso de DDR. El alto el fuego se extendió posteriormente por otros 90 días.  El Consejo de Seguridad de la ONU embargado diamantes liberianos en la Resolución 1343 en marzo de 2001.  Poco después, el RUF se inició el desarme a gran escala y de acuerdo a un desarme simultáneo con la Fuerza de Defensa Civil, un grupo de milicianos leales al gobierno.  en septiembre, más de 16.000 miembros de las milicias (incluyendo alrededor de 6.500 RUF) habían pasado por el proceso de DDR y los combatientes en las zonas productoras de diamantes todos habían desarmado.
En marzo de 2002 , más de 50.000 personas habían pasado por el proceso de DDR y el RUF habían sido desarmados por completo.  Una empresa de Gurkhas y una fragata de la Marina Real fueron enviados a la zona en marzo de 2003 para asegurar la estabilidad mientras que varios prominentes en las personas incluidas Charles Taylor de Liberia , ministro del gabinete Samuel Hinga Norman , y varios exdirigentes del FRU - fueron detenidos y acusados por el Tribunal Especial para Sierra Leona .
La última STTT, formado alrededor de 2 ° Batallón, la infantería ligera, dejó Sierra Leona a finales de septiembre de 2001. Aproximadamente 8.500 personal de SLA fueron entrenados por los STTTs, que fueron sustituidas por la asistencia internacional militar y el Equipo de Capacitación (IMATT), organización formada por personal de países como Australia, Canadá y los Estados Unidos, con el Reino Unido disposición el contingente más grande, así como una compañía de infantería para la protección de la fuerza. Los STTTs también formaron una pequeña unidad de fuerzas especiales dentro de la Unidad del SLA-fuerza de reconocimiento (FRU): para proporcionar un aumento de moral y soldados para dar algo a lo que podían aspirar.  Más tarde, en 2001, el ejército británico aconsejó a la Sierra Leona gobierno sobre una fusión de las fuerzas armadas de Sierra Leona en un mando unificado, que se convirtió en la República de las fuerzas armadas de Sierra Leona a principios de 2002. En 2008, el contingente británico permanente en Sierra Leona se redujo a 100 personas. Los soldados británicos permanecieron en Sierra Leona a partir de 2013, sin dejar de formar parte de la IMATT, cuyo tamaño se ha reducido aún más, de acuerdo con el aumento de las capacidades de las fuerzas armadas de Sierra Leona.

## Impacto

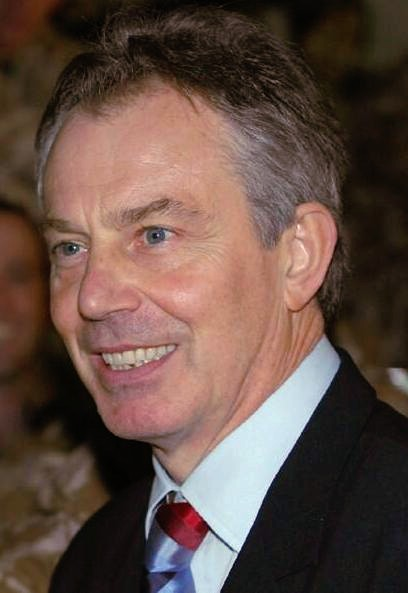
Tony Blair, primer ministro británico.

Según Penfold, quien se desempeñó como Alto Comisionado hasta la semana antes del despliegue de las tropas británicas, "El hecho de que el principal país de la región, es decir, Nigeria, y un miembro permanente del Consejo de Seguridad de la ONU, es decir, el Reino Unido, tuvo una activa interés fue crucial en la solución del conflicto ". Por otro lado, se considera que la comunidad internacional ha fallado en reconocer que la guerra civil de Sierra Leona era parte de un conflicto más amplio en la subregión, y "no fue hasta que el problema de Charles Taylor y Liberia se abordó que la conflicto se resolvió ".  En un libro posterior, Penfold elogió el liderazgo de la operación de Richards, afirmando que era" muy afortunado que la operación Palliser estaba bajo el mando de un oficial de la talla de David Richards, con su conocimiento de la situación y su experiencia y compromiso. David Richards sabía que con los recursos disponibles que podía hacer algo más que ayudar a la evacuación ... se dio cuenta de que podía estabilizar activamente la situación ". Richards recibió la orden de servicio distinguido por su el liderazgo de las fuerzas británicas en Sierra Leona, mientras que varios otros miembros del personal recibieron condecoraciones por su valentía o servicios distinguidos. 
La intervención en Sierra Leona fue el cuarto despliegue de las fuerzas británicas en el extranjero durante el primer ministro Tony Blair , y la mayor operación realizada por el Reino Unido solo desde la guerra de las Malvinas (1982 ) .  Fue la segunda gran operación del gobierno de Blair , después de Kosovo. Durante su tiempo de permanencia en el cargo , las fuerzas británicas emprendieron operaciones en Afganistán e Irak , pero Sierra Leona fue la única operación unilateral.  A diferencia de Afganistán e Irak , la intervención en Sierra Leona fue ampliamente considerado como exitoso.  Se convirtió en una "punto de referencia " para las operaciones expedicionarias éxito , y fue citado por Blair en su justificación para implementaciones posteriores a Afganistán e Irak .  El éxito en Sierra Leona alienta el gobierno de Blair a continuar su apoyo a África , particularmente con respecto a la resolución de conflictos .
Sierra Leona también alentó a la política de la intervención humanitaria de Blair.  Los críticos afirmaron que se llevó a Blair para ver la fuerza militar como "simplemente otra opción política exterior",  y que la aparente facilidad del éxito cambió su enfoque hacia la eficacia de la uso de la fuerza en vez de los riesgos políticos y militares. En su autobiografía, Blair describió la operación como uno de los aspectos menos discutido de su tiempo en la oficina, pero una de las cosas de las que es más orgulloso. Estaba dispuesto a intervenir en otros países africanos, donde la población civil estaban en riesgo, en particular Darfur y Zimbabue, pero la falta de apoyo político, combinado con la presión de grandes despliegues en Afganistán e Irak después de los ataques del 11 de septiembre en los Estados Unidos, impidió que más intervenciones en África. No fue hasta 2011, cuando la operación Ellamy se puso en marcha como parte de una intervención multinacional en Libia-que el Reino Unido llevó a cabo otra intervención militar en África.
 

La experiencia en Sierra Leona demostró la eficacia de un número relativamente pequeño de soldados bien entrenados y equipados . Se inspiró al gobierno británico para trabajar más estrechamente con los aliados europeos , especialmente Francia después de que éste condujo la operación Artemis, una intervención ordenada por la ONU en la República Democrática del Congo en 2003. Después de una cumbre en 2003 , los dos gobiernos pidieron a la Unión Europea (UE ) para desarrollar la capacidad de desplegar rápidamente un grupo de combate de alrededor de 1.500 personas capaces de responder a las crisis , en particular en África . Los Estados miembros de la Unión Europea aprobó la creación de 13 grupos de combate en 2004. 

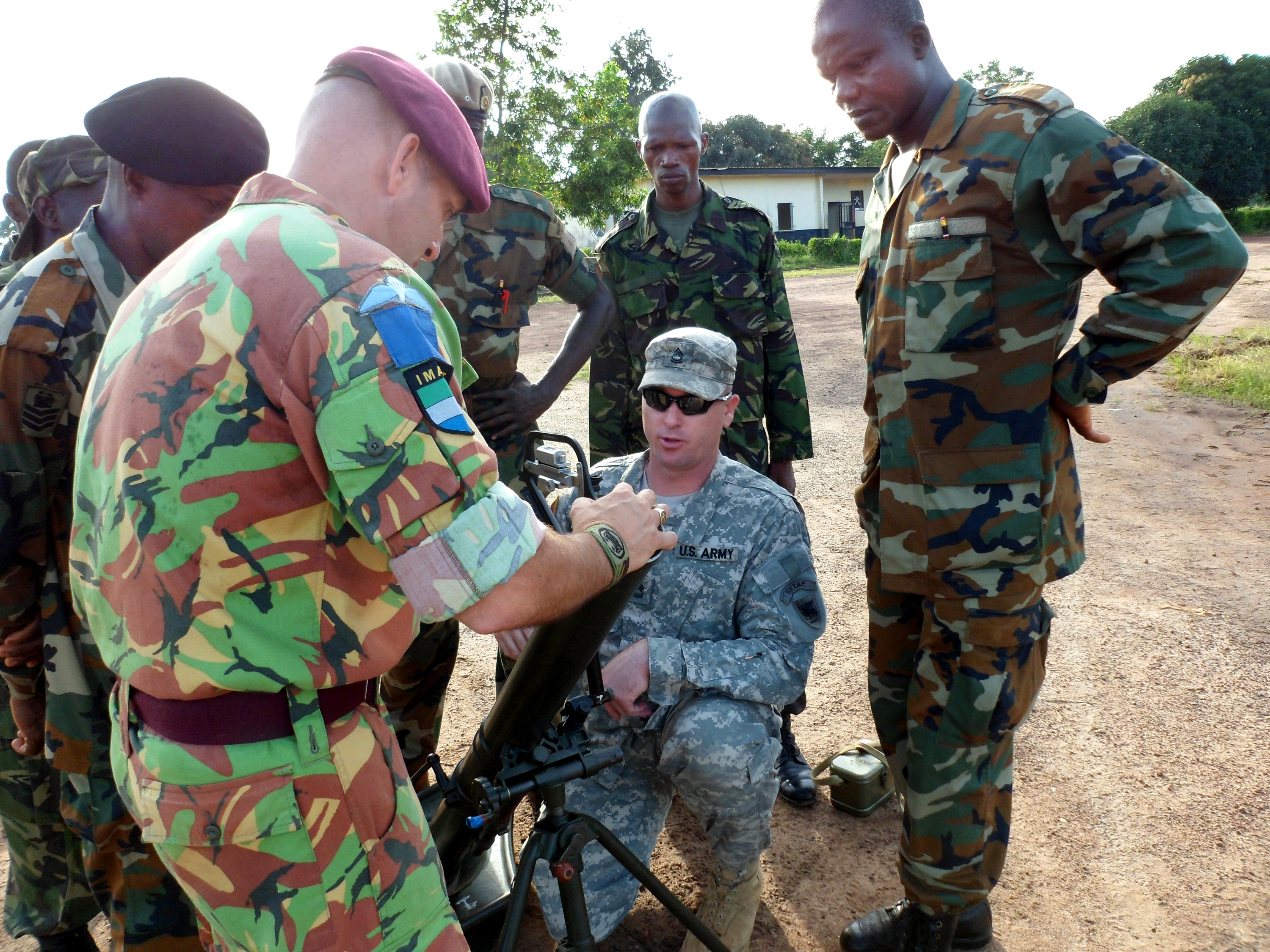
Soldados británicos y estadounidenses enseñando a soldados de Sierra Leona a usar mortero.

Sierra Leona convenció a Blair y su ministro de Defensa , Geoff Hoon, de la necesidad de alterar el foco de la política de defensa británica hacia los conflictos menos convencionales y más lejos de las guerras tradicionales entre estados . El Ministerio de Defensa publicó un libro blanco en 2003 , Servicio de entrega de Seguridad en un mundo cambiante , que revisó los aspectos de la "Revisión Estratégica de la Defensa " 1998 ( SDR ) . El DEG se había centrado en el Oriente Medio y el Norte de África, y no se había previsto la necesidad de desplegar tropas en el África subsahariana que no sea para una potencial operación de evacuación de no combatientes en Zimbabue .  Por lo tanto , el libro blanco preparaciones recomienda para , operaciones intensas relativamente cortos contra las fuerzas con tecnología inferior , con un enfoque particular en África.
La rapidez con que se requieren fuerzas para desplegar en Sierra Leona hizo hincapié en la necesidad de que el Reino Unido para retener las fuerzas de alta preparación. Esa necesidad también reivindicó conceptos tales como el ARG y el batallón punta de lanza (la calidad en que 1 PARA estaba sirviendo cuando desplegó), y protegido PARA 1 en la revisión de la estructura de la infantería de 2004. El examen de 2004 redujo el número total de batallones del Ejército británicas de 40 a 36 y creó el Grupo de Apoyo de las fuerzas especiales (SFSG), que fue inspirado por el éxito de la Operación 1 para en Barras. El SFSG-inicialmente formado alrededor de 1 PARA-proporciona capacidades especializadas o actúa como un multiplicador de fuerza para las fuerzas especiales británicas en operaciones grandes o complejos.  Como la mayor operación unilateral llevada a cabo por el Reino Unido desde su creación, la intervención en Sierra Leona fue la primera gran prueba de los conceptos ORLT y de la fuerza de tarea conjunta.  Ambos fueron creados como resultado de la SDR 1997 y proporcionar un personal de la sede en muy breve para comandar una operación expedicionaria a nivel operativo. Según Richards, ambos eran "completamente validado" y fueron vitales en la coordinación de la gran cantidad de activos desplegados en un corto plazo e informar a la sede permanente de las articulaciones en Northwood.